# Pega-bronzeada
A pega-bronzeada (Crypsirina temia) é uma espécie de pássaro passeriforme da família Corvidae nativa do Sudeste Asiático.

## Descrição
Tem uma testa preta aveludada com penas curtas e fofas, o resto da ave é verde petróleo, embora, dependendo das condições de iluminação, possa parecer preta. As penas longas e largas da cauda, perto da extremidade, são pretas com uma tonalidade verde, tal como as penas das asas. A íris é azul-turquesa, escurecendo em direção à pupila para um tom muito escuro ou mesmo preto. O bico e as patas são pretos.

## Distribuição e habitat
Encontrada na Indochina, no norte da Península Malaia e arredores, bem como nas ilhas de Java e Bali. O seu habitat natural são as florestas tropicais abertas e os matagais, frequentemente nas proximidades de zonas povoadas.

## Ecologia
Alimenta-se geralmente nas árvores, embora desça ocasionalmente ao solo. Desloca-se entre as árvores com grande agilidade e utiliza a cauda para se equilibrar. Consome principalmente insetos e frutos.
Constrói um ninho em forma de taça numa touceira de bambu ou num arbusto, sobretudo com espinhos, muitas vezes rodeado de pastagens abertas, e põe 2 a 4 ovos. O seu canto é pouco atrativo.